# Nemea (mitología)
En la mitología griega Nemea (en griego Νεμέα) es una ninfa náyade, hija del dios fluvial Asopo. Dicen que dio su nombre al país homónimo de Nemea, una región de la Argólide situada entre Cleonas y Fliunte. No se especifica quién era la madre de Nemea, aunque la esposa de Asopo suele ser la ninfa Metope.En un escolio se nos dice que Nemea era hija de Zeus y Selene.En otras fuentes a la hija de Zeus y Selene se la denomina como Pandía o Herse.
Pausanias nos dice que los fliasios realizaban ofrendas a Zeus, a las hijas de Asopo y al propio Asopo, y las imágenes están ordenadas así: Nemea está la primera de sus hermanas, después de ella Zeus está cogiendo a Egina y junto a Egina está Harpina — con ella, según las leyendas de los eleos y los fliasios, se unió Ares y fue la madre de Enómao, que reinó en Pisa— , y tras ella Corcira, y junto a ella Tebe, y finalmente Asopo. Se dice con respecto a Corcira que Posidón se unió con ella. Lo mismo cantó Píndaro respecto a Tebe y a Zeus.
Plutarco describe a Nemea como la mera personificación de la ciudad. Dice que cuando Aristofonte pintó una Nemea con Alcibíades sentado en sus brazos, todos acudieron a contemplarlo complacidos. También cabe la posibilidad de que Nemea, la hija de Asopo, fuera la madre de Arquémoro en la Nemea de Esquilo.